# 兵庫県道538号籠坊温泉線
兵庫県道538号籠坊温泉線（ひょうごけんどう538ごう かごぼうおんせんせん）は、兵庫県丹波篠山市を通る一般県道である。

## 概要
丹波篠山市後川新田の籠坊温泉から兵庫県道・大阪府道601号杉生能勢線交点に至る。全区間が1.5車線で離合が難しい。

### 路線データ
- 起点：丹波篠山市後川新田（兵庫県道309号福住三田線交点）
- 終点：丹波篠山市後川新田（兵庫県道・大阪府道601号杉生能勢線交点）
- 総延長：1.242 km

## 地理

### 通過する自治体
- 兵庫県
  - 丹波篠山市

### 交差する道路
| 交差する道路                      | 交差する場所                 | 交差する場所 |
| --------------------------------- | ---------------------------- | ------------ |
| 兵庫県道309号福住三田線           | 後川新田（しつかわしんでん） | 起点         |
| 兵庫県道・大阪府道601号杉生能勢線 | 後川新田                     | 終点         |

### 沿線
- 籠坊温泉